# Красновское сельское поселение (Смоленская область)
Красновское сельское поселение — упразднённое муниципальное образование в составе Краснинского района Смоленской области России.
Административный центр — деревня Лонница.
Образовано законом от 1 декабря 2004 года. Упразднено законом от 25 мая 2017 года с включением всех входивших в его состав населённых пунктов в Гусинское сельское поселение.

## Географические данные
Красновское сельское поселение находилось на северо-западе Краснинского района Смоленской области, на правом берегу Днепра, практически посередине между Смоленском и Оршей. Общая площадь: 155,2 км²
- Граничило:
  - на севере — с Руднянским районом
  - на востоке — с Гусинским сельским поселением
  - на юго-востоке — с Глубокинским сельским поселением
  - на юге и западе — с Беларусью
- Крупная река: Днепр.
- По территории поселения проходит автодорога М1 «Беларусь».
- По территории поселения проходит железная дорога Москва — Минск, имеются станции: Красное, о.п. 478-й км.

## История
Этот небольшой участок земли на правом берегу Днепра, на границе с современной Беларусью, не претендует на какую-то особую роль в российской истории. Слишком он мал, чтобы акцентировать на себе внимание - на его территории не было каких-то крупных населенных пунктов и достопримечательностей, он не знаменит громкими историческим событиями. Но, как и другие смоленские территории, в силу своего географического положения, часто был вовлечен в круговорот известных событий.
На некоторых этапах истории граница между смоленской землей и сопредельными государствами проходила как раз по этим землям - между двумя древними городами – Смоленском и Оршей. Многие старинные карты не дают точного представления о принадлежности небольшой территории Красновского поселения. Об этом можно судить только сопоставляя границу с близлежащими населенными пунктами – Дубровно, Рудня, Гусино. В этом треугольнике и находится Красновское поселение.
Известно также, что с IX века Днепр в этих местах (западнее Катыни) был этапом Пути из варяг в греки. Наиболее активно путь использовался в X – начале XI вв. До нач. XIII вв. это были смоленские территории - граница Смоленской земли, а затем и княжества, проходила немного западнее Орши.  С конца XIII до конца XIV века этот участок был приграничным - здесь проходила граница с Великим княжеством Литовским, а с XV века до 1514 г. все смоленские земли уже принадлежали литовцам. На территории Красновского сельского поселения найдены некоторые археологические находки, относящиеся к этому времени – древнее городище около Ольши, а также селища у Красной Горки (XI-XIII вв.) и Хлыстовки (XIV-XVII вв).
С 1514 года граница с Литовским княжеством опять стала проходить приблизительно по данной территории. С 1569 года здесь (ориентировочно между Дубровно и Гусино) проходит граница уже с новым соседом – Речью Посполитой. И  после русско-польской войны 1609-1618 гг. территория современного Красновского поселения стала уже относиться к Речи. Здесь проходила административная граница меду Витебским и Смоленским воеводствами. Неоднократно в XVI и XVII вв. этот участок правобережья Днепра был на пути русских войск во время походов к Витебску и Орше. После окончательного возвращения Смоленска России в 1667 г., эта территория все-таки остается в составе Речи Посполитой. Такая ситуация сохраняется до первого раздела Польши в 1772 г., когда  граница сместилась западнее, и все земли между Смоленском и Оршей полностью перешли к Российской империи. После этого территория современного Красновского поселения входила в состав Могилевской губернии (сначала ее Оршанской провинции, затем Бабиновичского уезда, а с 1802 года - Оршанского уезда). Где-то в этих местах проходил поход Суздальского полка А.В. Суворова в 1769г. во время войны с Барской конфедерацией.
На картах Могилевской губернии с 1772 г. (в т.ч. и периода Могилевского наместничества, 1778-1796 гг.) среди ныне существующих населенных пунктов Красновского поселения  указаны деревни: Буда, Ольша, Птушки, Кисели, Красное, Горастьменка (Герасименки ?).
Во время войны 1812г. в этой местности проходили наступающие части Нея и Мюрата, направляющиеся от Любавичей и Рудни через Днепр к Лядам. Во время отступления тот же маршал Ней, уходя от Красного, переправился через  Днепр в районе Гусино и оттуда уже по правому берегу, преследуемый казаками атамана Платова, двигался к Дубровно и Орше, где и соединился с Наполеоном.
До 1918 года земли Красновского поселения являлись Хлыстовской волостью Оршанского уезда Могилевской губернии. Среди населенных пунктов из ныне существующих, тогда значились в том числе село Герасименки, имение Лонница, деревни Беляи, Красное, Буда и др. Гусино также входило в состав волости. Всего около 60 хуторов, сел, деревень. Территория современного Красновского поселения относились к 4 благочинию Могилевской епархии. В Ольше была церковь Св. Александра Невского, в Герасименках – церковь Св. Григория Богослова, в Гусино - церковь Св. Пророка Илии. Активное церковное строительство в конце XVIII в. связывают с фигурой Архиепископа Могилевского и Белорусского Георгия Конисского. В частности, есть указания, что церковь в д. Герасименки построена при его участии.
В первые 20 лет Советской власти происходили неоднократные территориально-административные изменения, дважды создавалась Западная область РСФСР, в которую объединялись в том числе и смоленские, и могилевские земли. С 1929 года  основан Руднянский район, естественной границей которого на юге был Днепр, и, соответственно, территория Красновского сельсовета вошла в этот район.
В годы Великой Отечественной войны оккупация этой территории немецкими войсками продолжалась с июля 1941 года по сентябрь 1943 года, когда район был освобожден в результате Смоленской наступательной операции (7.08 - 2.10.1943) войсками Западного и левого крыла Калининского фронтов. В июне 1944 года на территории здесь располагались аэродромы 3-го Белорусского фронта, на которые был переведен 1-й гвардейский истребительный авиакорпус: 3-я гвардейская истребительная Брянская авиадивизия базировалась на аэродромах в Жваненках, 4-я гвардейская истребительная авиадивизия заняла аэродромы Большие Орловичи, Хлыстовка. Управление корпуса разместилось в деревне Герасименки.
В 1965 году в честь 800-летия первого упоминания в летописи был восстановлен Краснинский район, которому была передана территория Красновского сельсовета с 20 деревнями (в 1963 году Краснинский район упразднялся).
Красновское сельское поселение как муниципальное образование в составе Краснинского района Смоленской области России было образовано 2 декабря 2004 года (просуществовало до 2017г.). Население на 2007 год составляло  1 123 человека.  На территории поселения находилось 24 населённых пункта, 1 ж/д станция - Красное.

## Население
| 2011 | 2012 | 2013 | 2014 | 2015 | 2016 | 2017 |
| ---- | ---- | ---- | ---- | ---- | ---- | ---- |
| 923  | ↗934 | ↘866 | ↘814 | ↘801 | ↘800 | ↘784 |

## Населённые пункты
На территории поселения находилось 24 населённых пункта.
- Лонница, деревня
- Белеи, деревня
- Бовшево, деревня
- Буда, деревня
- Выжимаки, деревня
- Герасименки, деревня
- Ермаки, деревня
- Жваненки, деревня
- Зюзьки, деревня
- Коштуны, деревня
- Кисели, деревня
- Клименки, деревня
- Красное, станция
- Красная Горка, деревня
- Курган, деревня
- Ольша, деревня
- Орловичи, деревня
- Птушки, деревня
- Седневка, деревня
- Скворцы, деревня
- Стариненки, деревня
- Урали, деревня
- Хлыстовка, деревня
- Шашуки, деревня